# 1471

## Události
- 27. květen – Vladislav Jagellonský zvolen v Kutné Hoře českým králem
- 28. květen – v jihlavském chrámu sv. Jakuba byl papežským legátem korunován na českého krále Matyáš Korvín.

### Probíhající události
- 1455–1487 – Války růží
- 1467–1477 – Válka Ónin
- 1468–1478 – Česko-uherské války

## Narození
- 17. ledna – Oldřich III. z Rožmberka, český šlechtic († 4. listopadu 1513)
- 21. května – Albrecht Dürer, německý malíř († 6. dubna 1528)
- 7. října – Frederik I. Dánský, dánský a norský král († 10. dubna 1533)
- ? – Císařovna Čang, čínská císařovna († 28. srpna 1541)

## Úmrtí
Česko
- 21. února – Jan Rokycana, husitský teolog, arcibiskup strany pod obojí (* asi 1396)
- 22. března – Jiří z Poděbrad, český král (* 23. dubna 1420)

Svět
- 14. března – Thomas Malory, anglický rytíř a spisovatel, autor rytířského románu Artušova smrt (* asi 1405)
- 14. dubna – Richard Neville, anglický šlechtic a vojenský velitel, jedna z hlavních postav válek růží (* 1428)
- 6. května – Edmund Beaufort, 4. vévoda ze Somersetu, anglický šlechtic a vojenský velitel ve válce růží (* asi 1438)
- 21. května – Jindřich VI. Anglický, anglický král (* 6. prosince 1421)
- 25. července – Tomáš Kempenský, německý augustiniánský mnich a mystik (* 1379/1380)
- 26. července – Pavel II., papež (* 26. února 1418)
- 17. prosince – Isabela Portugalská, burgundská vévodkyně jako manželka Filipa III. Dobrého (* 1397)

## Hlavy států
- České království – Jiří z Poděbrad – Vladislav Jagellonský – Matyáš Korvín
- Svatá říše římská – Fridrich III.
- Papež – Pavel II. – Sixtus IV.
- Anglické království – Eduard IV. – Jindřich VI.
- Dánsko – Kristián I. Dánský
- Francouzské království – Ludvík XI.
- Polské království – Kazimír IV. Jagellonský
- Uherské království – Matyáš Korvín
- Litevské knížectví – Kazimír IV. Jagellonský
- Chorvatské království – Matyáš Korvín
- Norsko – Kristián I. Dánský
- Portugalsko – Alfons V.
- Švédsko – regent Sten Sture
- Rusko – Ivan III. Vasiljevič